# NGC 63
Az NGC 63 egy spirálgalaxis a Halak csillagképben.

## Felfedezése
Az NGC 63 galaxist Heinrich Ludwig d'Arrest fedezte fel 1865. augusztus 27-én.

## Tudományos adatok
A galaxis 1160 km/s sebességgel távolodik tőlünk.